# Liste der Monuments historiques in Plounévézel
Die Liste der Monuments historiques in Plounévézel führt die Monuments historiques in der französischen Gemeinde Plounévézel auf.

## Liste der Bauwerke
| Bezeichnung              | Beschreibung | Standort                                         | Kennzeichnung | Schutzstatus | Datum | Bild           |
| ------------------------ | ------------ | ------------------------------------------------ | ------------- | ------------ | ----- | -------------- |
| Pont de Sainte-Catherine | Brücke       | auch auf dem Gebiet der Gemeinde Treffrin (Lage) | PA00090261    | Classé       | 1964  | weitere Bilder |

## Liste der Objekte
- Monuments historiques (Objekte) in Plounévézel in der Base Palissy des französischen Kultusministeriums